# 카로트 라페
카로트 라페(프랑스어: carottes râpées) 또는 살라드 드 카로트 라페(프랑스어: salade de carottes râpées)는 프랑스의 당근 샐러드이다. 당근 라페(唐根râpées)나 그냥 라페(râpées)라 불리기도 한다.

## 이름
프랑스어 "살라드(salade)"는 "샐러드"를 뜻하는 말이며, "드(de)"는 "~의"라는 뜻의 전치사이다. "카로트(carottes)"는 "당근"을 뜻하는 "카로트(carotte)"의 복수형이고, "라페(râpées)"는 "(강판이나 채칼 등에) 갈다, 채치다"를 뜻하는 동사 "라페(râper)"의 여성 복수형 과거 분사이다. 따라서 "살라드 드 카로트 라페(salade de carottes râpées)는 "채친 당근 샐러드"를 뜻한다.

## 만들기
채친 당근을 소금에 살짝 절여 뒀다가, 올리브유, 홀그레인 디종 머스터드, 소금, 후추, 레몬즙, 설탕, 다진 허브(파슬리나 타라곤, 처빌 등)와 함께 버무린 다음, 맛이 어우러지도록 냉장고에 재어 두었다 먹는다.

## 같이 보기
- 마르코프차